# Шијак
Шијак (алб. Shijaku) је град у Албанији у округу Драч. Налази се 11 километара од града и луке Драч, а 38 километара од Тиране. Године 2001. имао је 8127 становника. Садашње становништво процњује на 32.388, али у тај број улази већина којима је Шијак привремено боравиште. Има значајну заједницу Словена муслимана из Босне и Херцеговине, који су се доселили у другој половини 19. века.